# Microsoft Certified Professional

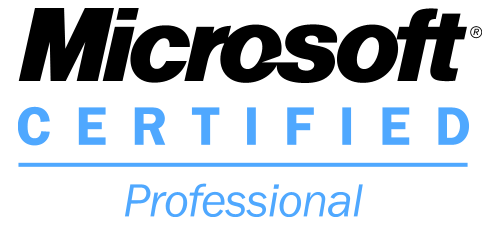
Logo de la Microsoft Certified Professional

Microsoft Certified Professional, sigle MCP, est une certification professionnelle venant de chez Microsoft indiquant un niveau de maîtrise et de connaissance du sujet abordé. Elle est le résultat positif d'un QCM comprenant de 40 à 80 questions selon les thèmes. Il existe des examens sur différents produits et différentes spécialités comme l'administration réseau, le développement ou l'utilisation d'outils bureautique.
Depuis longtemps, Microsoft a créé une nouvelle génération de certifications pour mieux répondre aux attentes des clients, ayant pour objectifs d'être mieux ciblées et plus souples, rigoureux et crédibles, simples et appropriées.

## Certifications
Il est possible de cumuler plusieurs certifications Microsoft pour obtenir de plus hautes certifications :
- Certifications MCTS : Spécialiste en technologie Microsoft (Il existe actuellement 20 certifications Microsoft Certified Technology Specialist)[1]
- Microsoft Certified IT Professional (MCITP) : certification Microsoft indiquant qu'un professionnel est expert sur un métier précis de l'informatique, il existe 9 spécialisations :

• Informaticien : Administrateur en entreprise 
• Informaticien : Administrateur Serveur  
• Informaticien : Administrateur messagerie en entreprise 
• Informaticien : Enterprise Support Technician (en anglais) 
• Informaticien : Enterprise Project Management with Microsoft Office Project Server 2007 (en anglais) 
• Informaticien : Consumer Support Technician (en anglais) 
• Informaticien : Développeur de bases de données 
• Informaticien : Administrateur de bases de données 
• Informaticien : Développeur d’applications en analyse décisionnelle
- Développeur : Microsoft Certified Professional Developer (MCPD)[3]
- Devenir un architecte certifié : MCAP (Microsoft Certified Architect Program)[4]
- Support technique : MCDST (2 examens).
- Administration réseau : MCSA (4 examens), MCSE (7 examens).
- Administration de base de données : MCDBA (4 examens).
- Développement : MCAD (3 examens), MCSD (5 examens).
- Utilisation Office : MOS
- Enseignement : MCT
- Maîtrise de haut niveau des produits server de Microsoft : Microsoft Certified Master [5]

## Formation
Chaque examen coûte entre 100 et 200 euros (à l'exception du MCM qui est de l'ordre de 12 000 euros).
Il est possible de passer certains de ces examens en candidat libre en se basant sur ses connaissances préalables.